# Лесин, Евгений Эдуардович
Евге́ний Эдуа́рдович Ле́син (род. 15 декабря 1965, Москва) — российский поэт, критик и журналист, инженер-технолог, химик.

## Биография
Родился в Москве. Учился в Московском институте стали и сплавов, после прохождения армейской службы работал химиком в котельной и инженером-технологом. Окончил Литературный институт имени А. М. Горького в 1995 году.
С 1995 года работал в газете «Книжное обозрение», с 2002 года — в «Независимой газете». Ответственный редактор литературного приложения к «Независимой газете» «НГ Ex libris». Член Союза писателей Москвы, Союза журналистов Москвы, Русского Пен-клуба, Московского городского отделения Союза писателей России, редколлегии литературно-художественного журнала «Юность». Лесин является одним из экспертов развития современной отечественной литературы.

## Книги
- 2000 — Записки из похмелья: Стихотворения. — М.: Academia, 2000. — 76 с.; ISBN 5-875341-14-9 (Союз писателей Москвы)
- 2005 — Русские вопли — М.: Ракета.
- 2007 — По кабакам и мирам. Венчик сонетов (совместно с Ольгой Лукас) — М.: Гаятри, 2007. — 124 с.: ил.; ISBN 978-5-9689-0093-7 (В пер.)
- 2009 — Недобор (совместно с Всеволодом Емелиным)
- 2009 — Легенды и мифы Древней Греции — СПб.: Красный матрос.
- 2010 — По ленинградским кабакам. — ИП Щелоков И. В. при содействии арт-группы Regenta.
- 2014 — В философском автозаке. — М.: Союз писателей Москвы.
- 2016 — И немедленно выпил. — М.: Рипол-классик. — 238 с.; ISBN 978-5-386-09517-8.
- 2016 — Мы идем бухать бухло: Стихотворения. — М.: Интернациональный Союз писателей. — 128 с.; ISBN 978-5-906857-24-8
- 2019 — Кормление уток на берегу реки Сходни. Стихотворения. — М.: У Никитских ворот, 2019. — 100 с. — 300 экз.; ISBN 978-5-00095-701-1 (Московские поэты)

## Премии и награды
- Лауреат премии «Нонконформизм-2010»;
- Лауреат премии «Звёздный фаллос»;
- Лауреат премии альманаха «Кольцо А»: За трезвый взгляд на литературу;
- Лауреат премии журнала «Дети Ра» (2013);
- Лауреат премии еженедельника «Поэтоград» (2014);
- Лауреат премии имени Бориса Корнилова. За вклад в отечественную литературу и материалы, публикуемые в газете (2014);
- Серебряная медаль Евразийского литературного фестиваля фестивалей «ЛиФФт» (2017)[2].